# Dutch Uncles
Dutch Uncles er et indie/rock-band fra Storbritannien dannet i 2008.

## Medlemmer
- Pete Broadhead - guitar
- Andy Proudfoot – trommer
- Robin Richards - basguitar
- Daniel Spedding - guitar
- Duncan Wallis – forsanger, klaver

## Diskografi
- 2009 Dutch Uncles
- 2011 Cadenza
- 2013 Out Of Touch In The Wild

| Musikgruppe | Spire Denne artikel om en britisk musikgruppe er en spire som bør udbygges. Du er velkommen til at hjælpe Wikipedia ved at udvide den. |